# Orangeburg (Carolina del Sur)
Orangeburg es una ciudad situada en el estado de Carolina del Sur, en los Estados Unidos.Es sede del condado homónimo. La ciudad en el año 2000 tiene una población de 12.765 habitantes en una superficie de 21.5 km², con una densidad poblacional de 240.7 personas por km². 

## Geografía
Orangeburg se encuentra ubicada en las coordenadas 33°29′49″N 80°51′44″O / 33.49694, -80.86222. Según la Oficina del Censo, la ciudad tiene un área total de 21,5 km² (8,3 mi²), de la cual 21,47 km² (8,3 mi²) es tierra y 0,2 km² (0,1 mi²) (0.12%) es agua.

## Demografía
En el 2000 la renta per cápita promedia del hogar era de $30.306, y el ingreso promedio para una familia era de $37.008. El ingreso per cápita para la localidad era de $15.263. En 2000 los hombres tenían un ingreso per cápita de $30.310 contra $21.935 para las mujeres. Alrededor del 24.70% de la población estaba bajo el umbral de pobreza nacional. 

### Localidades adyacentes
El siguiente diagrama muestra a las localidades en un radio de 16 kilómetros (9,9 mi) de Orangeburg.

## Puntos de interés
- Edisto memorial gardens que alberga una Rosaleda de 0.61 km² (150 acres) de extensión, que es uno de los 15 jardines de pruebas existentes en los Estados Unidos del All-America Rose Selections. Con 4,800 plantas que representan al menos 75 variedades de rosas que están siempre etiquetadas. un sector del jardín de rosas Noisette el "Noisette Rose Garden", que cuenta con 55 variedades de rosas Noisette.